# Kapillärkraft

Rör med olika kapillärkraft

Kapillärkraften är en kraft som kan driva vätskor genom kapillärer. Kraften orsakas av förhållandet mellan adhesion – vätskans dragningskraft mot kapillärytan och kohesion – de krafter som verkar mellan vätskans molekyler. Det är dock inte kapillärkrafterna som till exempel förser trädens blad med vatten som sugs upp ur marken, det är i stället den förångning som sker i bladens klyvöppningar (stoma). Det flöde som därvid uppkommer i kapillärerna pågår endast om vätskepelaren är obruten, det vill säga så länge som kohesionskrafterna kan kompensera för tyngdkraften.
Vatten i glas är ett exempel på en ämneskombination med hög kapillärkraft. I ett glas med vatten syns det tydligt där vätskeytan alltid står något högre intill glasväggen, en konkav menisk uppstår. Ju smalare glas eller rör desto större kontaktyta mellan vattnet och rörväggen i förhållande till snittytan. Vid tillräckligt smalt rör kommer ytan förflyttas uppåt på grund av adhesionen, och vätskan följa efter på grund av kohesionen. 
Kvicksilver i glas är ett exempel på en ämneskombination med sämre kapillärkraft. Man kan se hur kvicksilverytan buktas nedåt (konvex menisk) i till exempel en kvicksilverbarometer. Detta beror på att adhesionskraften mellan kvicksilvret och glaset är för låg i förhållande till de interna kohesionskrafterna. En glaskapillär nedsänkt i kvicksilver skulle istället sänka ytnivån gentemot omgivningen.
Vid kapillärlödning är fogspalten så smal, att kapillärkrafterna räcker för att suga in lodet till de mest svåråtkomliga delar i fogens inre.